# Niccolò di Giovanni Fiorentino
Niccolò di Giovanni Fiorentino, znany także jako Nikola Firentinac oraz Niccolò Fiorentino (ur. 1418, zm. 1506 w Szybeniku) – rzeźbiarz i architekt pochodzący z prawdopodobnie z Toskanii, tworzący w okresie renesansu. Jego dzieła można znaleźć w Wenecji, Szybeniku oraz Trogirze.

## Historia

### Początki twórczości
Urodził się w 1418 roku. Źródła chorwackie sugerują, że pochodził z okolic Florencji. Wtedy prawdopodobnie zapoznał się z dziełami Donatella, nie wykluczone że z nim współpracował. Świadczy o tym styl i ikonografia jego pierwszych prac.
W 1457 roku pracował jako rzeźbiarz w Wenecji. Z tego roku pochodzi nagrobek doży Francesco Foscariego, znajdujący się w kościele Santa Maria Gloriosa dei Frari. W tym okresie stworzył też między innymi: nagrobek Vittorego Capelli, znajdujący się w kościele Sant’Elena w Wenecji oraz rzeźby umieszczone na łuku Arco Foscari w Pałacu Dożów.

### Okres chorwacki
W 1468 roku został sprowadzony do Trogiru, gdzie wraz z Andreą Alessim wzniósł oraz udekorował kaplicę św. Jana z Trogiru znajdującą się w katedrze św. Wawrzyńca. Jest ona uznawana za jego najważniejsze dzieło. Kaplica ta cechuje się wyjątkową harmonią rzeźbiarsko-architektoniczną. Artyści pracowali wspólnie nad naprawą kolumn dzwonnicy katedry w Splicie oraz nad kamiennym portalem dla kościoła Santa Maria należącego do augustianów na wyspach Tremiti. Kontrakt ten opiewał na 708 dukatów.
W 1475 roku przejął nadzór nad budową katedry w Szybeniku po zmarłym Juraju Dalmatinacu. Skończył budowę wnętrza świątyni oraz kopuły i nadał kościołowi bardziej renesansowy wygląd. 
Zmarł prawdopodobnie w Szybeniku ok. 1506 roku.

## Galeria

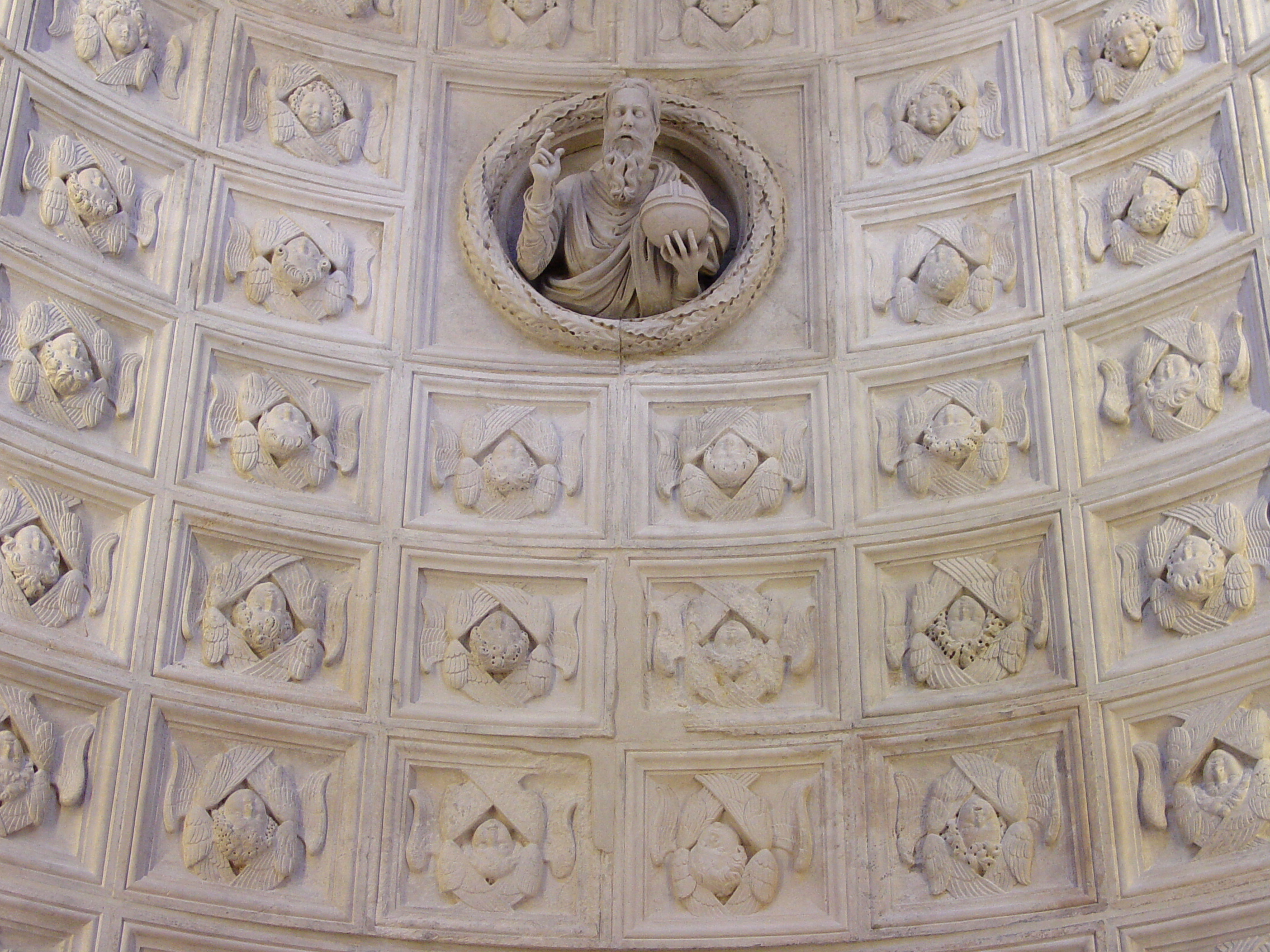
Sklepienie kaplicy św. Jana z Trogiru
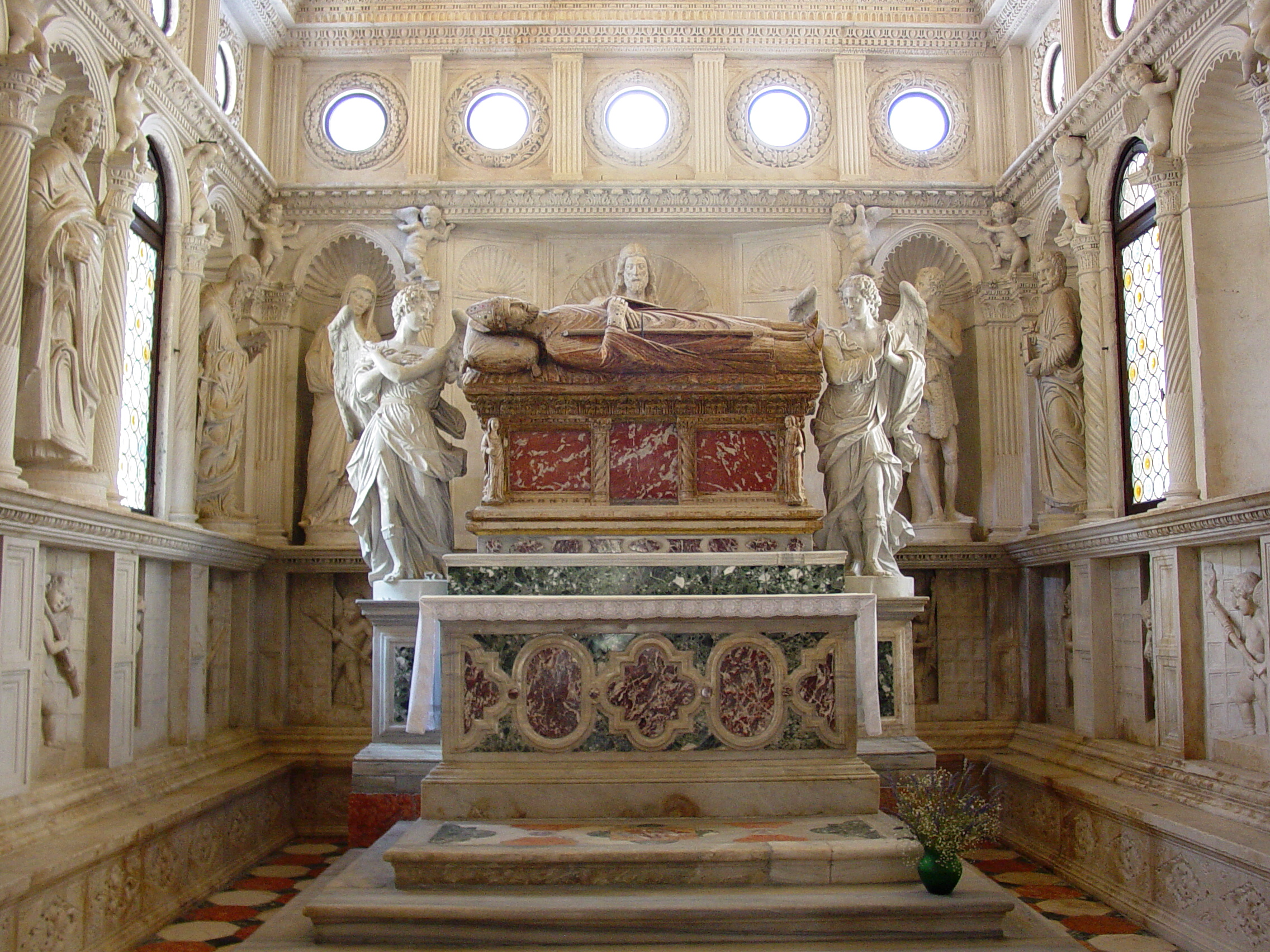
Kaplica św. Jana z Trogiru
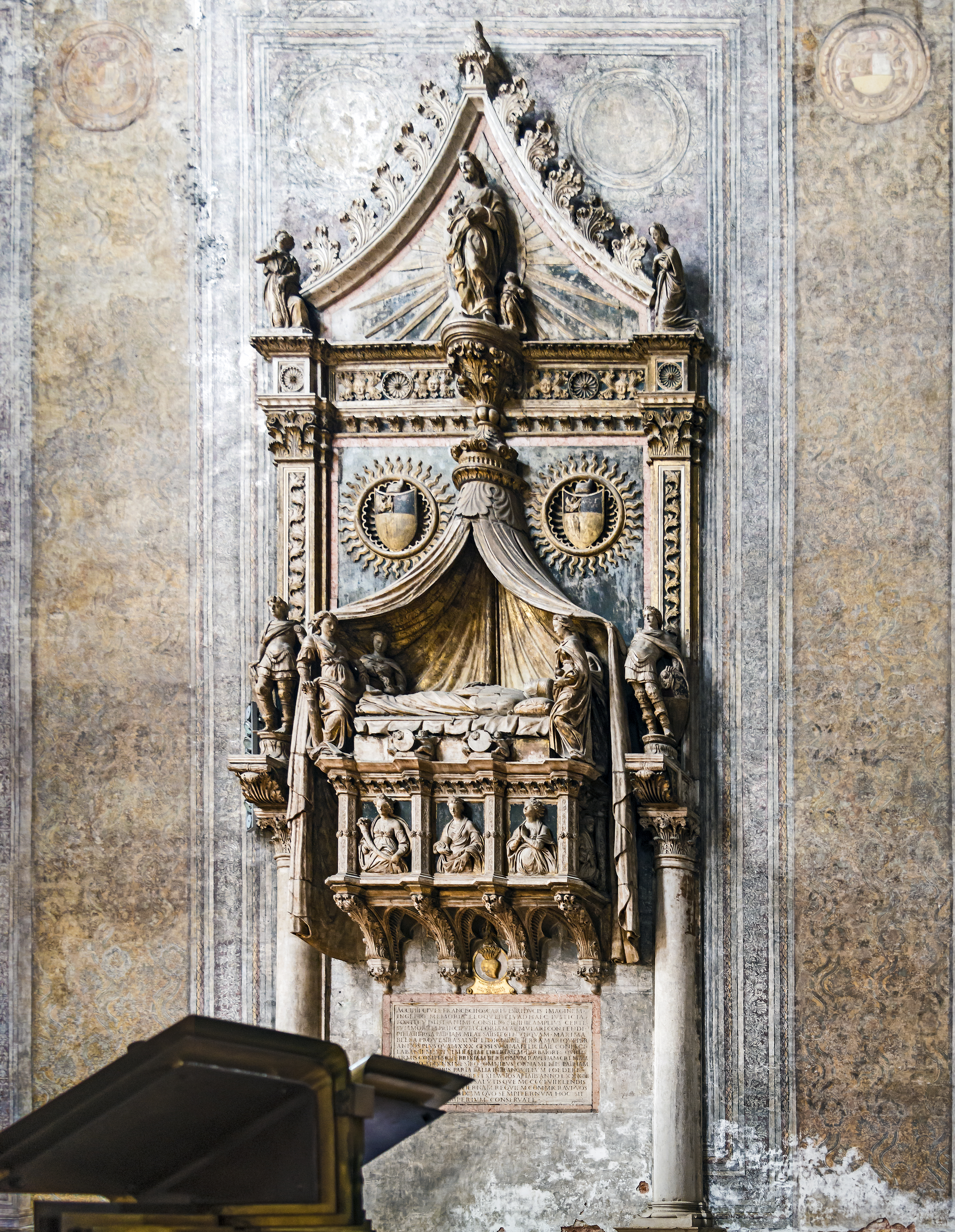
Grób Francesco Foscariego